# Mont Iliamna
El Mont Iliamna (en anglès Mount Iliamna) és un estratovolcà cobert en la seva major part per neu i gel perpetus que es troba a 215 km al sud-oest d'Anchorage, a l'estat d'Alaska, als Estats Units. L'activitat volcànica durant l'Holocè és poc coneguda, però la datació per radiocarboni sembla indicar que ha tingut algunes erupcions abans de la colonització europea d'Alaska. Amb tot, hi ha constants fumaroles a uns 2.740 m d'altura. És dins del Parc nacional i reserva del llac Clark. El 1976 fou designat National Natural Landmarks (Patrimoni Natural Nacional)